# Barco prisión

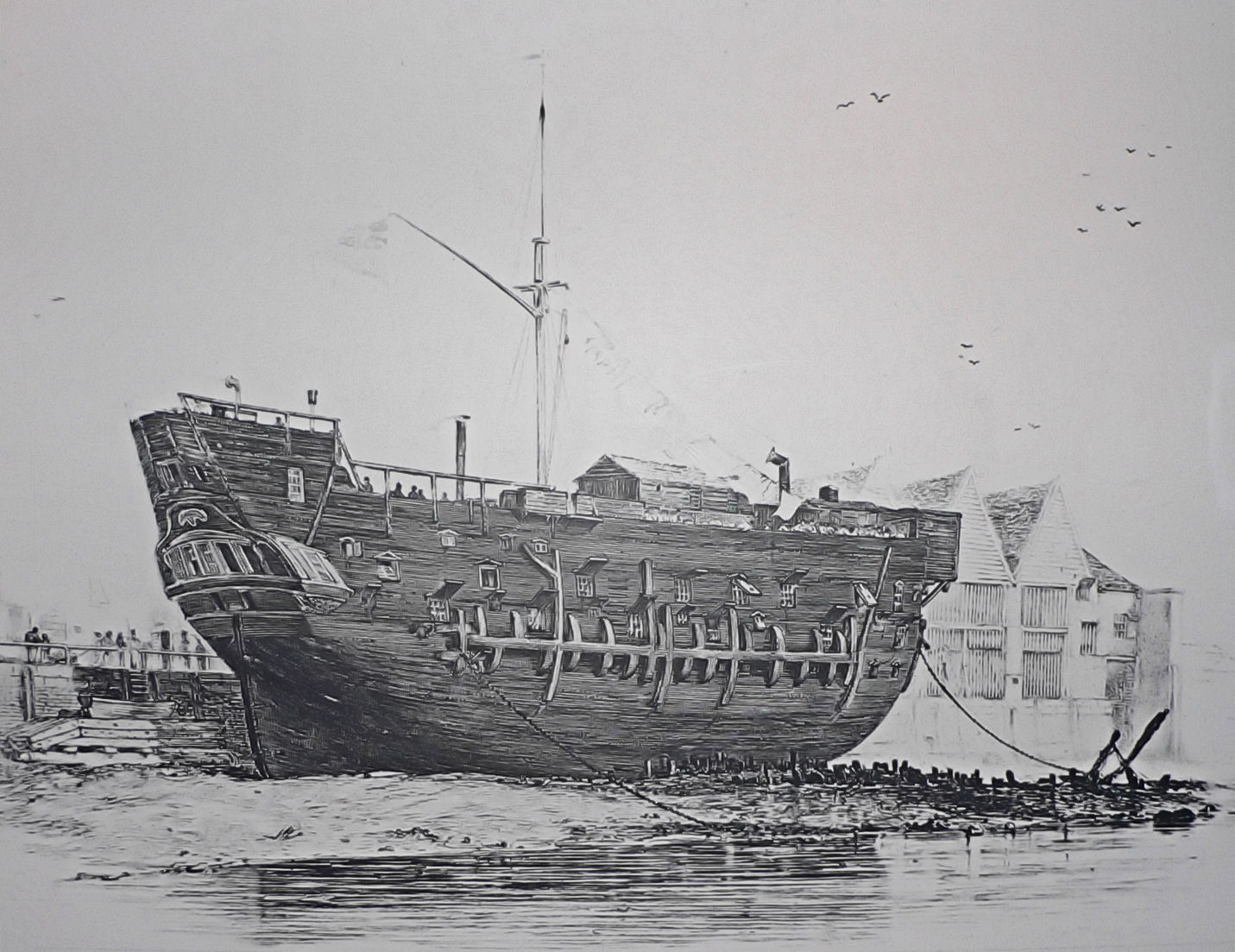
Discovery, barco de convictos varado en Deptford. Botado como un balandro de 10 cañones en Rotherhithe, en 1789, el barco sirvió como un barco de convictos de 1818 a 1834.

Un barco-prisión, también conocido como pontón, es un barco utilizado como prisión, a menudo para retener a los convictos que aguardaban su transporte a las colonias penales.

## Barcos-prisiones modernos en el Reino Unido
El HMS Maidstone fue utilizado como barco-prisión en Irlanda del Norte durante los años 1970 para la retención de sospechosos de participar en el terrorismo nacionalista y activistas no combatientes que apoyaban a los terroristas, todos ellos sin juicios. El actual presidente del partido político Sinn Féin, Gerry Adams, pasó un tiempo en el Maidstone en 1972.
En 1997, el Gobierno del Reino Unido estableció un nuevo barco-prisión, el HMP Weare, como una medida temporaria para aliviar la superpoblación de las prisiones. El barco aún está atracado en un astillero antiguamente utilizado por la Marina Real en Pórtland, Dorset. El 9 de marzo de 2005, se anunció que el Weare cerraría.